# Nils-Olof Jacobson
Nils-Olof Jacobson, född 1937, död 9 april 2017, var en svensk psykiater och författare med intresse för parapsykologi.
Jacobson blev medicine doktor vid Karolinska Institutet 1979 på en socialpsykiatrisk avhandling om naturläkemedel.
1971 gav han ut boken Liv efter döden?, som gavs ut i fyra svenska upplagor under 1970-talet och översattes till dussintalet andra språk. Jacobson medverkade i flera radio- och TV-program inom ämnen som alternativmedicin, new age och parapsykologi, och skrev artiklar i bland annat Sökaren.